# Grande Prêmio da China de Motovelocidade
O Grande Prêmio da China de MotoGP é um evento motociclístico que fez parte do mundial de MotoGP.

## Vencedores do Grande Prêmio da China
| Ano  | Pista    | 125 cc         | 125 cc  | 250 cc         | 250 cc  | MotoGP          | MotoGP | Resumo   |
| Ano  | Pista    | Piloto         | Moto    | Piloto         | Moto    | Piloto          | Moto   | Resumo   |
| ---- | -------- | -------------- | ------- | -------------- | ------- | --------------- | ------ | -------- |
| 2008 | Shanghai | Andrea Iannone | Aprilia | Mika Kallio    | KTM     | Valentino Rossi | Yamaha | Detalhes |
| 2007 | Shanghai | Lukáš Pešek    | Derbi   | Jorge Lorenzo  | Aprilia | Casey Stoner    | Ducati | Detalhes |
| 2006 | Shanghai | Mika Kallio    | KTM     | Hector Barbera | Aprilia | Dani Pedrosa    | Honda  | Detalhes |
| 2005 | Shanghai | Mattia Pasini  | Aprilia | Casey Stoner   | Aprilia | Valentino Rossi | Yamaha | Detalhes |

### Múltiplas Vitórias (pilotos)
| Nº Vit | Piloto          | Vitórias  | Vitórias      |
| Nº Vit | Piloto          | Categoria | Anos Vitórias |
| ------ | --------------- | --------- | ------------- |
| 2      | Casey Stoner    | MotoGP    | 2007          |
| 2      | Casey Stoner    | 250 cc    | 2005          |
| 2      | Mika Kallio     | 250 cc    | 2008          |
| 2      | Mika Kallio     | 125 cc    | 2006          |
| 2      | Valentino Rossi | MotoGP    | 2005, 2008    |

### Múltiplas Vitórias (construtores)
| Nº Vit | Constructor | Vitórias  | Vitórias         |
| Nº Vit | Constructor | Categoria | Anos Vitórias    |
| ------ | ----------- | --------- | ---------------- |
| 5      | Aprilia     | 250 cc    | 2005, 2006, 2007 |
| 5      | Aprilia     | 125 cc    | 2005, 2008       |
| 2      | KTM         | 250 cc    | 2008             |
| 2      | KTM         | 125 cc    | 2006             |
| 2      | Yamaha      | MotoGP    | 2005, 2008       |